# 盧西奧·科斯塔
盧西奧·科斯塔（法語：Lúcio Costa，1902年2月27日—1998年6月13日），巴西建筑师和城市规划师，出生于法国土伦，曾主持设计巴西首都巴西利亚都市計畫。